# Аманс (Франш-Конте)
Ама́нс (фр. Amance) — коммуна во Франции, находится в регионе Франш-Конте. Департамент — Верхняя Сона. Административный центр кантона Аманс. Округ коммуны — Везуль.
Код INSEE коммуны — 70012.

## География
Коммуна расположена приблизительно в 300 км к юго-востоку от Парижа, в 65 км севернее Безансона, в 22 км к северу от Везуля.
По территории коммуны протекает река Сюперб.

## Население
Население коммуны на 2010 год составляло 699 человек.
| 1962 | 1968 | 1975 | 1982 | 1990 | 1999 | 2010 |
| ---- | ---- | ---- | ---- | ---- | ---- | ---- |
| 783  | 768  | 728  | 730  | 755  | 754  | 699  |

## Администрация
| Период | Период | Фамилия         | Партия                  | Примечания |
| ------ | ------ | --------------- | ----------------------- | ---------- |
| 2001   | 2008   | Огюстен Сёр     | Социалистическая партия |            |
| 2008   | 2014   | Жан-Мари Бертен |                         |            |

## Экономика
В 2010 году среди 454 человек трудоспособного возраста (15—64 лет) 315 были экономически активными, 139 — неактивными (показатель активности — 69,4 %, в 1999 году было 69,7 %). Из 315 активных жителей работали 291 человек (152 мужчины и 139 женщин), безработных было 24 (12 мужчин и 12 женщин). Среди 139 неактивных 44 человека были учениками или студентами, 55 — пенсионерами, 40 были неактивными по другим причинам.

## Достопримечательности
- Остатки крепостной стены (XIV век). Исторический памятник с 1971 года[3]
- Здание, в котором расположены школа, суд и мэрия (1835 год). Исторический памятник с 2005 года[4]
- Дом Бушерон, также известен как Испанский дом (1500 год). Исторический памятник с 1991 года[5]

## Фотогалерея
- Поле
- Дом Бушерон, или Испанский дом
- Башня крепостной стены
- Карта коммуны